# Erlenmajerica
Erlenmajerica je široka bučka z ravnim dnom, stožčastim trupom in valjastim vratom. Je del laboratorijske opreme, ki se uporablja predvsem v kemiji. Iznašel jo je nemški kemik Emil Erlenmeyer, po katerem je dobila tudi ime.
Zaradi širokega dna in ozkega vratu je primerna za mešanje z vrtinčenjem tekočine (na primer za titracijo), saj zmanjša tveganje razlivanja. Primerna je tudi za vretje; na nagnjenih stenah erlenmajerice vroča para kondenzira, kar zmanjša izgubo topila.